# Audi RS6
Audi RS6 er den kraftigste personbilsmodel fra Audi, som er blevet produceret siden 2002.
Første generation på basis af A6 C5 blev produceret fra 2002 til 2004, mens anden generation på basis af A6 C6 er blevet produceret siden 2008.
Motoren er i første generation en 4,2-liters V8-benzinmotor med 450 hk i den normale RS6 og 481 hk i RS6 plus. I anden generation blev den erstattet af en 5,0-liters V10-benzinmotor med biturbo og 579 hk. C7 modellen blev erstattet med en 4,0-liters biturbo V8 som leverer en effekt på 560 hk. Dog leverer performance modellen 605 hk fra den samme 4,0-liters biturbo V8. 

## Billeder
- Audi RS6 '02−'04
- Audi RS6 Avant '02−'04
- Audi RS6-motor '02−'04
- Audi RS6 '08−nu
- Audi RS6 Avant '08−nu
- Audi RS6-motor '08−nu

## Specifikationer
| Model              | Konfiguration              | Slagvolume       | Effekt / omdr.                | Moment / omdr.                         | 0-100 km/t     | Topfart  | Årgang(e)   |
| ------------------ | -------------------------- | ---------------- | ----------------------------- | -------------------------------------- | -------------- | -------- | ----------- |
| RS6 C5             | 8 cylindre i V-form - 40V  | 4,2 L (4172 cm³) | 331 kW (450 hk) / 5700 − 6400 | 560 Nm / 1950 − 5600                   | 4,7 − 4,9 sek. | 250 km/t | 2002 − 2004 |
| RS6 plus C5        | 8 cylindre i V-form - 40V  | 4,2 L (4172 cm³) | 353 kW (480 hk) / 6000 − 6400 | 560 Nm / 1950 − 6000                   | 4,6 sek.       | 280 km/t | 2004        |
| RS6 C6             | 10 cylindre i V-form – 40V | 5 L (4991 cm³)   | 426 kW (579 hk) / 6250 − 6700 | 650 Nm / 1500 − 6250                   | 4,5 sek.       | 250 km/t | 2008 − 2010 |
| RS6 C7             | 8 cylindre i V-form – 32V  | 4 L (3993 cm³)   | 412 kW (560 hk) / 5700 − 6700 | 700 Nm / 1750 − 5500                   | 3,9 sek.       | 250 km/t | 2013 − nu   |
| RS6 C7 performance | 8 cylindre i V-form – 32V  | 4 L (3993 cm³)   | 445 kW (605 hk) / 6100 - 6800 | 700 Nm (750) / 1750 - 6000 (2500-5500) | 3,7 sek.       | 250 km/t | 2013 − nu   |

## Fodnoter
1. 1 2 3 4 5  Elektronisk begrænset.